# Ethan Dreissigacker
Ethan Dreissigacker (* 14. Februar 1991) ist ein ehemaliger US-amerikanischer Biathlet und Skilangläufer.

## Privatleben
Ethan Dreissigacker lebt in Morrisville und startet für Dartmouth Big Green Skiing auf Universitäts- und für den Craftsbury Nordic Ski Club auf Vereinsebene.
Seine Mutter Judy Geer nahm als Ruderin an den Olympischen Spielen 1976 und 1984 teil, sein Vater Dick Dreissigacker ist fünfmaliger US-amerikanischer Meister im Rudern, nahm an den Olympischen Spielen 1972 in München teil und gründete später mit Ethans Onkel Peter den Ruder- und Skilanglaufausrüster Concept2. Seine Schwestern Hannah (* 1986) und Emily (* 1988) waren ebenfalls als Biathletinnen aktiv.

## Sportliche Karriere
Ethan Dreissigacker bestritt 2008 in Ruhpolding bei den Juniorenweltmeisterschaften seine ersten internationalen Meisterschaften und wurde 20. des Einzels, 70. des Sprints und 19. des Staffelrennens. Ein Jahr später wurde er in Canmore 26. des Einzels, 41. des Sprints, 42. der Verfolgung und Achter mit der Staffel. In Torsby trat er 2010 bei seiner dritten Junioren-WM an und lief auf die Ränge 43 im Einzel, 45 im Sprint und wurde 36. des Verfolgungsrennens. 2010 wurde Dreissigacker in Nové Město na Moravě 38. des Einzels, 59. des Sprints, 56. der Verfolgung und mit der Staffel erneut 19. Es folgten die Juniorenrennen der offenen Europameisterschaften 2011 in Ridnaun, bei denen er 48. des Sprints, 39. der Verfolgung und mit Grace Boutot, Corrine Malcolm und Raileigh Goessling Elfter mit der überrundeten US-Mixedstaffel wurde. Im Einzel wurde er disqualifiziert. Letzte internationale Meisterschaften wurden die Juniorenweltmeisterschaften 2012 in Kontiolahti. Dreissigacker wurde 53. des Einzels, 20. des Sprints, 30. der Verfolgung und Staffel-14.
Auf kontinentaler Ebene wurde Dreissigacker bei den Sommerbiathlon-Nordamerikameisterschaften 2009 in Jericho Sieger der Jugendrennen in Sprint und Verfolgung. Es waren zugleich die US-Meisterschaften wo Dreissigacker damit ebenfalls gewann. Beim North American Invitational 2012 in Jericho gewann er die Juniorenrennen in Verfolgung und Massenstart.
Seinen Durchbruch bei den Männern im Leistungsbereich hatte Dreissigacker in der Saison 2012/13 im Biathlon-NorAm-Cup. Bei den Rennen in Lake Placid erreichte er im Verfolgungsrennen hinter Marc-André Bédard und Michael Gibson als Drittplatzierter erstmals das Podium.
Im Skilanglauf tritt Dreissigacker seit Anfang 2009 an. Er tritt bei FIS-Rennen und der US Super Tour an, in Craftsbury gewann er im März 2012 einen Sprint der US Super Tour.